# 민족21
민족21은 대한민국과 조선민주주의인민공화국이 함께만드는 통일전문지를 표방하며
통일전문지, 통일전문 미디어기업을 목표로 2000년 8월 대한민국에 설립한 주식회사이다. 사업영역은 언론, 출판, 전시, 홍보, 대북사업 컨설팅이며 매달 월간 민족21을 펴낸다. 2001년 3월 대한민국 최초로 평양에 특파원을 파견하여 최초로 남북언론교류를 성사시켰다.

## 역사
2000년 6월 6·15 남북 공동선언이후 대한민국 언론인, 학자, 사회운동가들이 모여 발기하였으며, 2001년 3월 20일 창간호를 펴냈다. 방북 취재, 남북 역사학자 학술대회를 주관하고 있다. 2003년에는 영화 배우 김보애가 공동 발행인을 맡기도 했다.

## 사건
대한민국 국가정보원은 2011년 7월 6일 민족21 사무실과 안영민 편집주간, 정용일 편집국장의 집을 압수수색하고, 북한 노동당 225국의 지령을 받은 재일 공작원 조모씨에게 포섭돼 지령에 따라 활동한 혐의인 국가보안법의 회합통신죄로 조사하였다.